# Sigoyer (Hautes-Alpes)
Sigoyer ist eine französische Gemeinde im Département Hautes-Alpes in der Region Provence-Alpes-Côte d’Azur. Sie gehört zum Kanton Tallard im Arrondissement Gap. Die Bewohner nennen sich Sigoyards oder Sigoyardes.
Sie grenzt im Nordosten an Pelleautier, im Osten an Neffes und Tallard, im Südosten an Fouillouse, im Süden an Lardier-et-Valença, im Südwesten an Vitrolles, im Westen an Esparron und im Nordwesten an Châteauneuf-d’Oze.

## Geschichte
In einem Text aus dem Jahr 1121 ist die Ortschaft als Cigoier erwähnt. Ein späterer Ortsname lautete Sigowar.

### Bevölkerungsentwicklung
| Jahr      | 1962 | 1968 | 1975 | 1982 | 1990 | 1999 | 2008 | 2012 |
| --------- | ---- | ---- | ---- | ---- | ---- | ---- | ---- | ---- |
| Einwohner | 304  | 304  | 245  | 306  | 418  | 583  | 650  | 646  |